# Бражник, Евгений Владимирович
Евге́ний Влади́мирович Бра́жник (25 февраля 1945, Магнитогорск, Челябинская область — 10 сентября 2023) — советский, российский дирижёр, главный дирижёр и музыкальный руководитель Екатеринбургского театра оперы и балета (1982—2006); лауреат Государственной премии СССР (1987), Национальной театральной премии «Золотая маска» (2012); Народный артист России (2000).

## Биография
В 1963 году окончил Магнитогорское музыкальное училище им. М. И. Глинки. В 1964—1967 годах служил в Советской армии (воинское звание — рядовой). С 1971 года, по окончании дирижёрско-хорового факультета Ленинградской консерватории, преподавал в Свердловском музыкальном училище им. П. И. Чайковского, работал дирижёром Свердловского театра музыкальной комедии (1973—1981). Одновременно в 1975 году окончил дирижёрско-симфонический факультет Уральской консерватории им. М. П. Мусоргского. С 1981 года — дирижёр, в 1982—2006 годах — главный дирижёр и музыкальный руководитель Екатеринбургского театра оперы и балета.
Работал дирижёром Московского музыкального театра «Геликон-опера». С 2011 года — приглашённый главный дирижёр Московского детского музыкального театра имени Н. И. Сац. Сотрудничал с Московским музыкальным театром им. К. С. Станиславского и В. И. Немировича-Данченко.
Одной из последних работ Евгения Бражника стала опера Масканьи «Сельская честь», премьера новой постановки под его руководством состоялась в «Геликоне» 28 июня 2023 года.
Скончался 10 сентября 2023 года на 79-м году жизни. Похоронен 13 сентября на Троекуровском кладбище (уч. 34).

### Семья
Жена — Вера Семёновна Давыдова, главный хормейстер Екатеринбургского академического театра оперы и балета;
- сын Александр, музыкант[4].

## Творчество
В репертуаре Е. В. Бражника более 50 опер и балетов, а также симфонические программы.
В числе осуществлённых постановок:
Екатеринбургский государственный академический театр оперы и балета
- «Борис Годунов» М. П. Мусоргского (первым в России дирижировал этой оперой в редакции Ллойд-Джонса[англ.])
- «Волшебная флейта» Моцарта
- «Любовный напиток» Гаэтано Доницетти
- «Обручение в монастыре» С. С. Прокофьева
- «Пиковая дама» П. И. Чайковского
- «Пророк» В. Кобекина
- «Русалочка» А. Дворжака (название постановки 2000 года)[10]
- «Сказание о невидимом граде Китеже и деве Февронии» Н. А. Римского-Корсакова
- «Сказки Гофмана» Ж. Оффенбаха
- «Сказка о царе Салтане» Н. А. Римского-Корсакова
- «Сорочинская ярмарка» М. П. Мусоргского
- «Тоска» Дж. Пуччини
- «Травиата» Дж. Верди
- «Трубадур» Дж. Верди
- «Царская невеста» Н. А. Римского-Корсакова

Московский детский музыкальный театр имени Н. И. Сац
- «Любовь к трём апельсинам» С. С. Прокофьева
- «Иоланта» П. И. Чайковского
- «Кармен» Ж. Бизе[3].

Гастролировал в городах России, а также в Америке, Южной Корее, Китае, Испании, Франции, Германии, Польше, Чехии, Израиле.

## Отзывы
Маэстро Бражник — редкий пример отечественного дирижёра, владеющего искусством вести певца и помогать ему.— Пётр Поспелов // Известия

Евгений Бражник — маэстро с безупречной интерпретаторской репутацией, мастер звука как такового, симфонического развития и оперного аккомпанирования.— Андрей Хрипин // Независимая газета

## Награды
- Государственная премия СССР (1987) — за постановку оперы В. Кобекина «Пророк»
- Заслуженный деятель искусств РСФСР (1990)[5]
- Народный артист России (2000) — за большие заслуги в области искусства[11]
- Лауреат премии «Браво!» за постановку оперы «Русалочка» (2000)
- Национальная театральная премия «Золотая Маска» (2012)[3]